# Canal Brussel·les-Charleroi
El Canal Brussel·les-Charleroi és un canal de Bèlgica que enllaça Brussel·les amb Charleroi. Té una llargada de 74 km. Fa part de la xarxa de les vies navegables de Bèlgica de la classe IV i I.

## Història

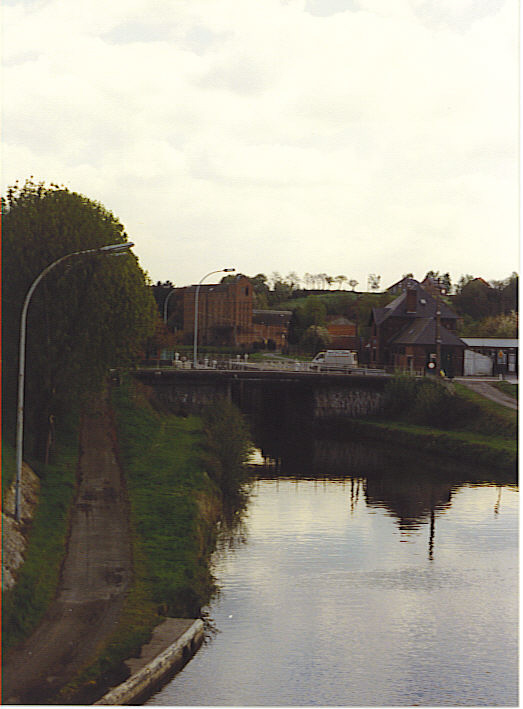
El Samme canalitzat prop de Ronquières

Felip el Bo era el primer de d'expressar el desig de construir un canal per a connectar les ciutats del comtat d'Hainaut amb la capital del ducat de Brabant. Per a manca de finances, el projecte no es realitzà. Va ser el mateix problema de Carles V, del seu successor Felip II i uns segles més tard per a Napoleó. Només sota el regne de Guillem I dels Països Baixos el projecte va concretar-se. El canal va completar-se el 1832 amb una capacitat de 70 tones.
El canal original tenia 55 rescloses i un túnel de 1267m per a superar la separació de les conques del Mosa i de l'Escalda. Calia aleshores tres a quatre dies per a fer el trajecte complet de Brussel·les fins a Charleroi. Després d'una primera modernització i la construcció d'un túnel nou a Godarville, la capacitat va pujar a embarcacions de 350 tones i el nombre de rescloses va baixar a 30.
Als anys cinquanta del segle passat, es va decidir d'eixamplar el canal fins a 1350 tones. El túnel i el Samme canalitzat eren obstacles major i va caldre un pla inclinat entre Ronquières i Godarville per a superar un desnivell de 68 m. Aquesta operació va reduir el trajecte a més o menys un dia.

## Infraestructures
- Alçada a Charleroi : 100,60 m

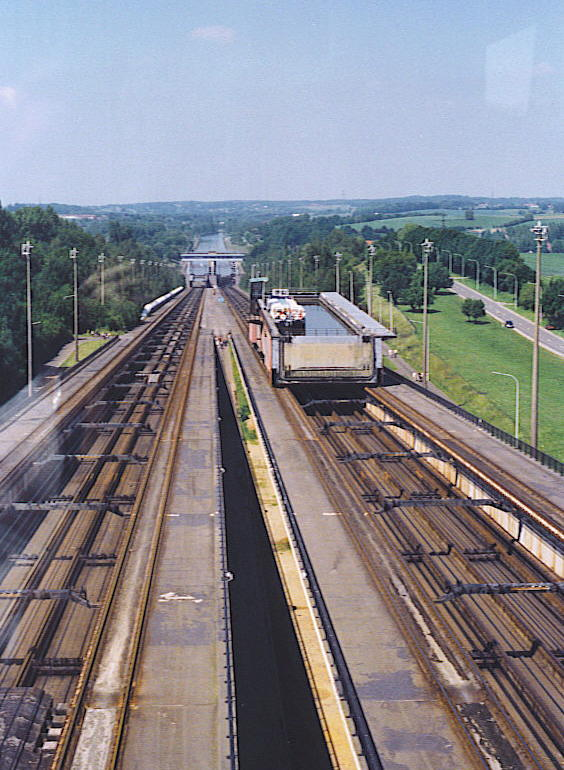
El pla inclinat de Ronquières

- Alçada a Ronquières : 120,45 m (punt culminant)
- Alçada a Brussel·les : 13,30 m

- Monceau-sur-Sambre: resclosa n°1 de 85,08 m x 11,50 m - desnivell 7,00 m
- Viesville: resclosa n° 2 de 87,70 m x 11,50 m - desnivell 7,00 m
- Luttre: resclosa n° 3 de 87,60 m x 11,50 m - desnivell 7,00 m
- Ronquières: pla inclinat n° 4 - 2 carretes de 85,50 m x 11,60 m - desnivell 68,00 m[3]
- Ittre: resclosa n° 5 de 90,00 m x 12,00 m - desnivell 14,00 m
- Lembeek: resclosa n° 6 de 81,60 m x 10,50 m -desnivell 7,07 m
- Halle: resclosa n° 7 de 81,60 m x 10,50 m - desnivell 3,30 m
- Lot: resclosa n° 8 de 81,60 m x 10,50 m - desnivell 3,70 m
- Ruisbroek: resclosa n° 9 de 81,60 m x 10,50 m - desnivell 3,70 m
- Anderlecht: resclosa n° 10 de 81,60 m x 10,50 m - desnivell 3,70 m
- Sint-Jans-Molenbeek: resclosa n° 11 de 81,60 m x 10,50 m - desnivell 4,70 m

## Enllaços i afluents

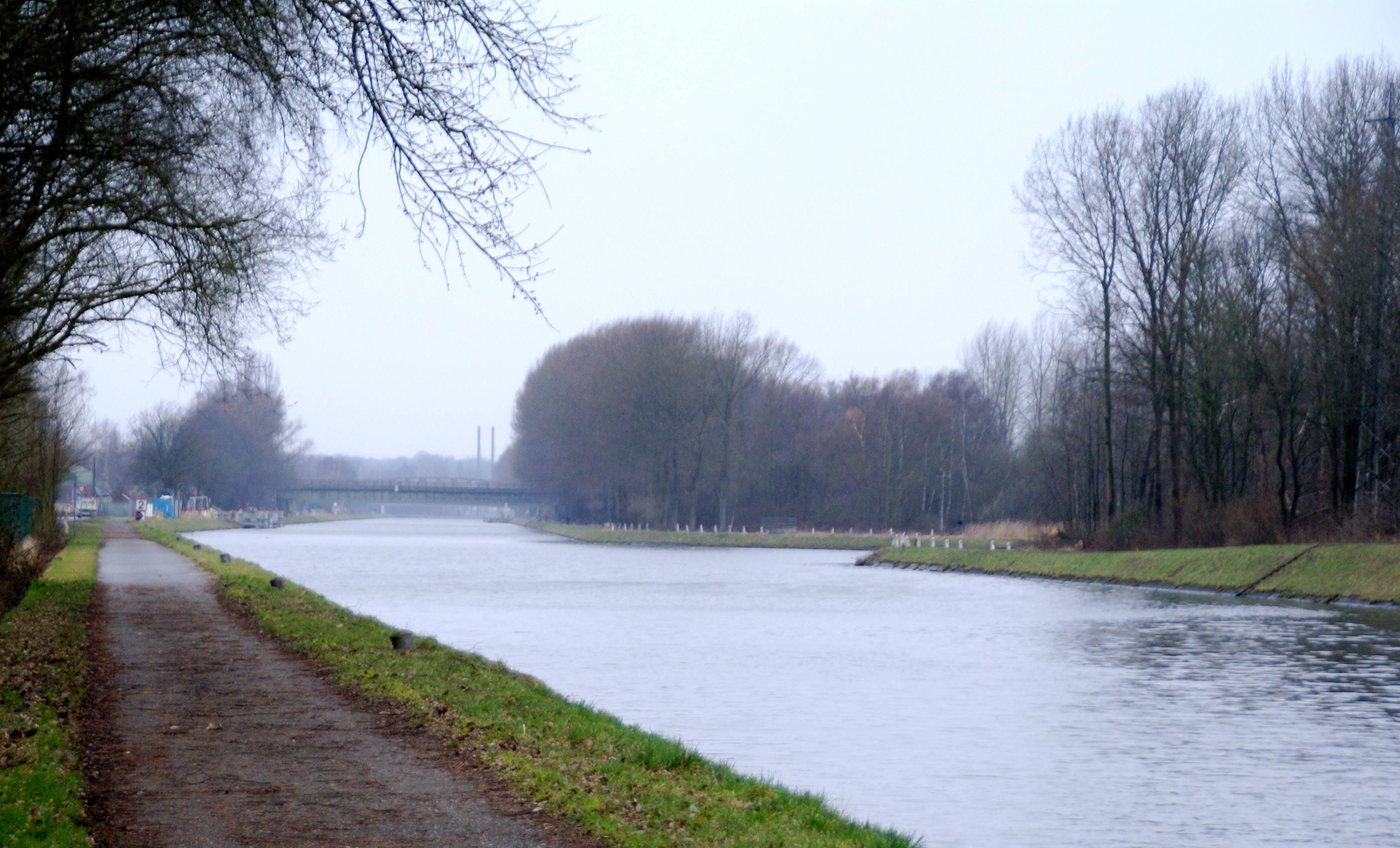
El canal Brussel·les-Charleroi i el Samme canalitzat a Seneffe

- Canal marítim Brussel·les-Escalda a Brussel·les
- Canal del Centre a Seneffe
- Braç de Bellecourt i Port de Seneffe
- Sambre a Charleroi

Tot i poder semblar estrany de parlar d'afluents d'un canal, el canal en té tres, que de fet són antics afluents del Sennette dels quals el curs natural va desviar-se i que desemboquen des d'aleshores al canal. Són els rius:
- Thisnes
- Samme

## Estadístiques
| Any  | tonatge (1000 tones) | embarcacions |
| 1987 | 1.094                | 3084         |
| 1990 | 1.289                | 3346         |
| 2000 | 2.100                | 3471         |
| 2004 | 3.160                | 5155         |
| 2005 | 3.019                | 4812         |
| 2006 | 3.143                | 5215         |
| 2007 | 3.091                | 5163         |
| 2008 | 2.939                | 4860         |
| 2009 | 1.686                | 3741         |
| 2010 | 1924                 | 3934         |

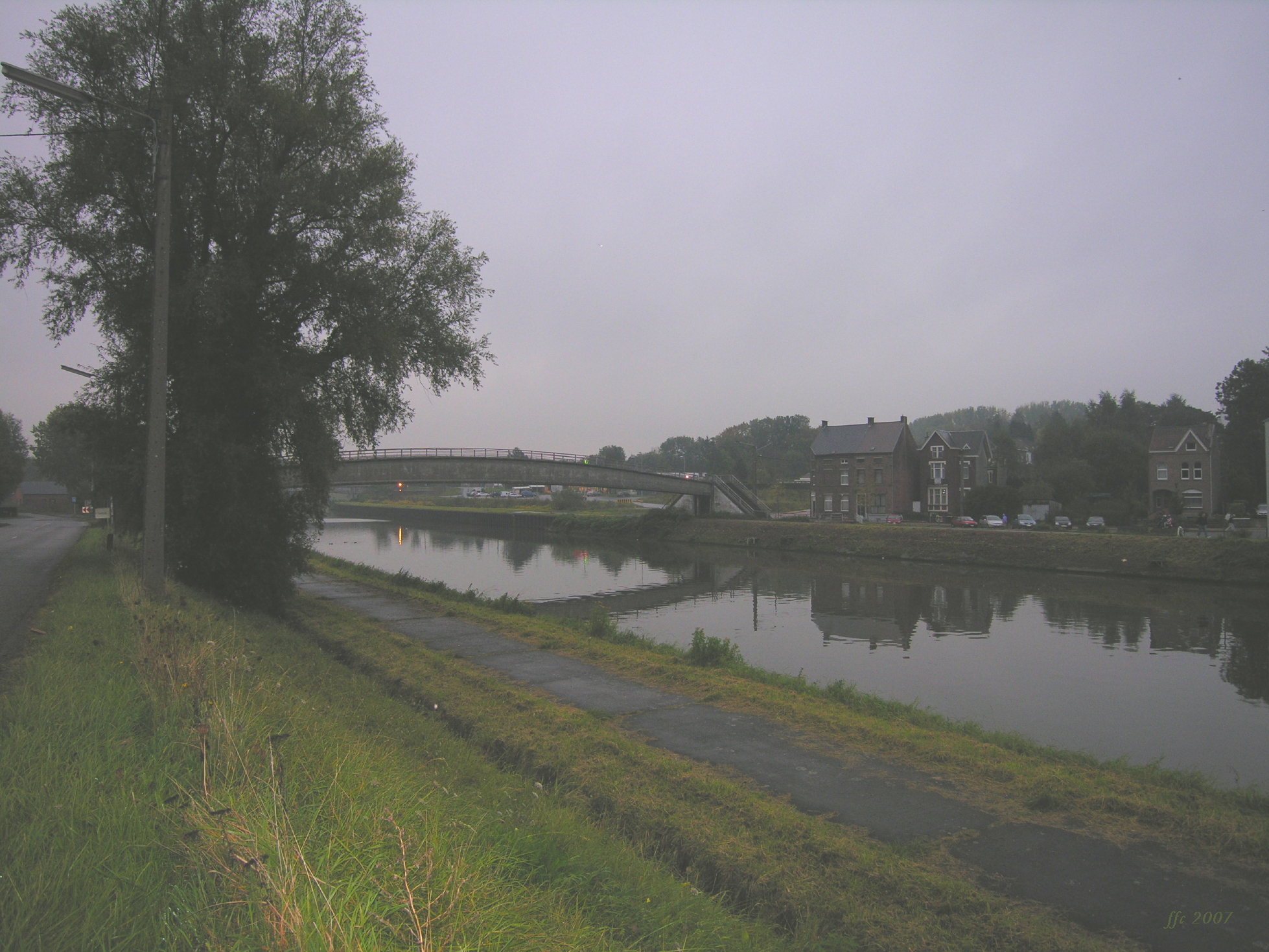
El canal a Luttre
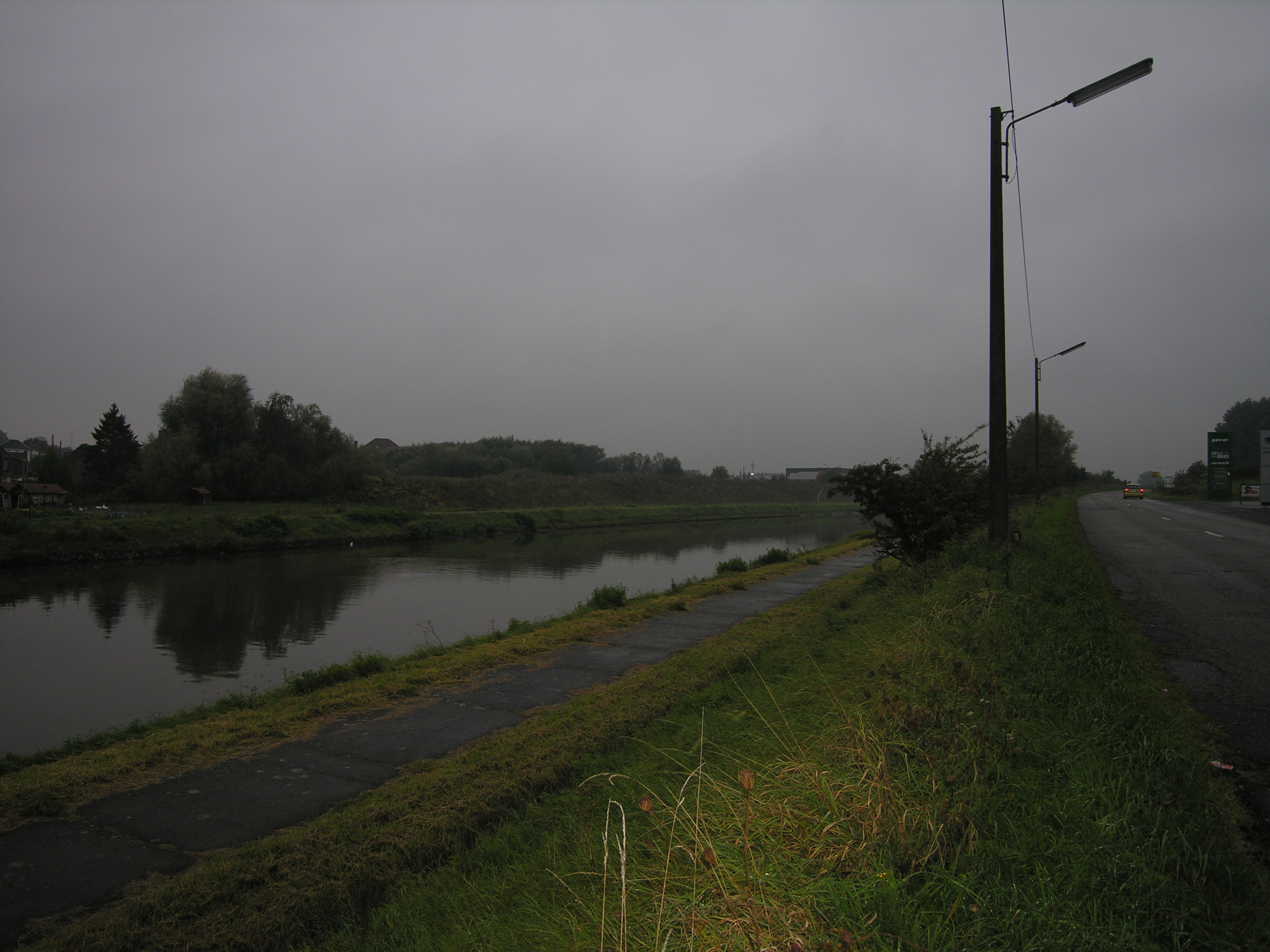
El canal a Pont-à-Celles
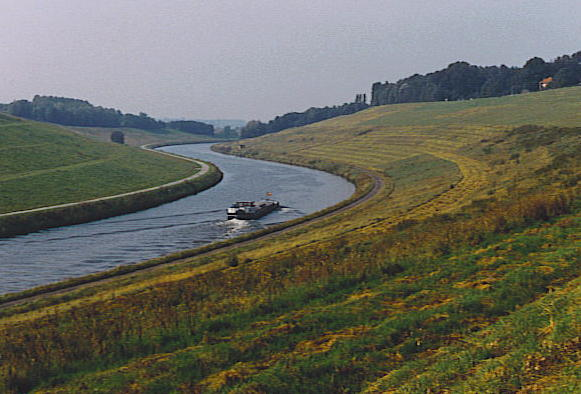
El canal a Godarville
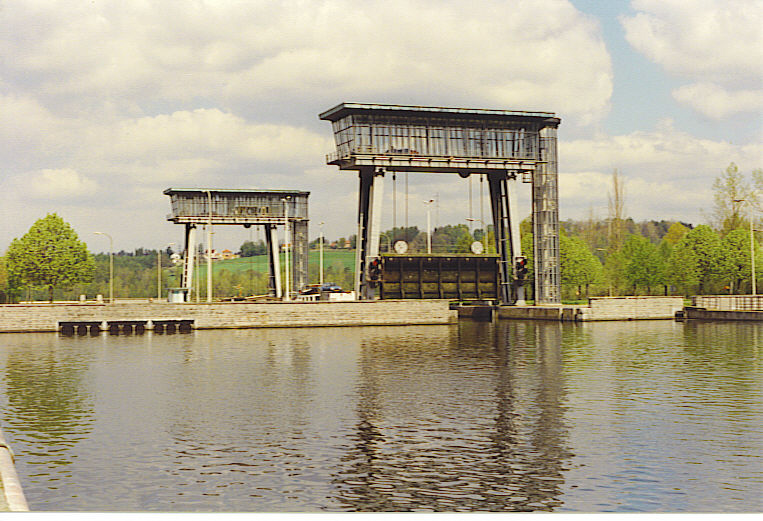
Resclosa a Ittre